# Попов, Александр Петрович (ректор)
Александр Петрович Попов (10 октября 1950 — 10 марта 2021) — доктор ветеринарных наук, профессор, ректор Бурятской Государственной Сельскохозяйственной Академии им. В. Р. Филиппова (1997—2013), председатель Учёного совета Академии, заслуженный деятель науки РБ, депутат Народного Хурала Республики Бурятия, член коллегии Министерства сельского хозяйства РБ, член-корреспондент СО МАН ВШ, заслуженный работник высшей школы РФ, действительный член Монгольской академии сельскохозяйственных наук.

## Биография
Родился 10 октября 1950 года в селе Брянск Кабанского района Бурятской АССР.
После окончания средней школы трудился плотником-бетонщиком в посёлке Селенгинск.
В 1968—1973 годах учился в Бурятском сельскохозяйственном институте на ветеринарном факультете.
После распределения работал на Камчатке ветеринарным врачом, затем главным ветеринарным врачом совхоза «Комсомольский».
В 1976 году вернулся в Улан-Удэ, в БСХИ, на кафедру нормальной и патологической физиологии. Вначале работал ассистентом, затем поступил в аспирантуру при кафедре гистологии и после защиты кандидатской диссертации перевелся на кафедру хирургии.
1981 год защитил кандидатскую диссертацию на тему: «Гистоморфологические и гистохимические показатели придаточных половых желез быков в онтогенезе». В результате успешной защиты Попову присвоен статус кандидата ветеринарных наук.
С 1988 по 1997 год работал проректором по учебной работе БГСХА.
В 1995 году защищает докторскую диссертацию на тему «Морфофункциональные особенности органов половой системы самцов домашних животных в онтогенетическом, сравнительно-видовом аспектах и при некоторых экспериментальных воздействиях». В этом же году решением ВАК ему присвоено ученое звание профессора.
В 1997 году А. П. Попов утвержден в должности ректора ФГОУ ВПО «Бурятская государственная сельскохозяйственная академия им. В. Р. Филиппова», на которой проработал до 2013 года.
В 1998 году был избран депутатом народного Хурала второго созыва. Впоследствии избирался в третьем (2002) и в четвёртом (2007) созыве.

## Награды
- Заслуженный деятель науки Республики Бурятия
- Орден Дружбы
- Медаль «За отвагу на пожаре»
- Почетная грамота правительства РБ
- Почетная грамота Народного Хурала РБ
- Почетная грамота Министерства сельского хозяйства Российской Федерации